# Coupe de France masculine de rink hockey 2010-2011
Navigation
Coupe de France 2009-2010 Coupe de France 2011-2012
La coupe de France 2011 de rink hockey est la dixième édition de cette compétition annuelle. Elle oppose 34 équipes provenant de l'ensemble des divisions françaises évoluant dans un championnat sénior. La coupe de France a commencé avec le premier tour des préliminaires, le 23 octobre 2010, et s'est terminé avec la finale, le 22 mai 2011.
L'édition 2011 a été marqué par la mise en place d'une Final Four qui a été organisé au SCRA Saint-Omer.

## Déroulement de l'épreuve
La coupe de France est composée de deux phases : celle de la qualification en vue de la seconde phase, puis le tournoi final.
La phase de qualification sert à déterminer les 10 équipes qui rejoindront les 6 équipes têtes de série.
Les six têtes de série sont les six premières équipes du championnat de N1M 2009/2010, tandis que les dix autres équipes sont qualifiées par des coupes régionales. La France est divisée en cinq régions (Bretagne, Pays de la Loire, Nord-Ile de France, Aquitaine, Rhône-Alpes) ; les régions qualifient chacune deux équipes.

### Équipes participantes
| Bretagne            | Pays de la Loire       | Nord-Ile de France   | Aquitaine         | Rhône-Alpes        |
| ------------------- | ---------------------- | -------------------- | ----------------- | ------------------ |
| AL Ergué Gabéric    | CAB Laval              | SC Brie CR           | SA Gazinet-Cestas | RCK Seynod         |
| AL Plonéour Lanvern | AL Saint-Sébastien     | SHC Fontenay         | Biarritz OL       | RHC Lyon           |
| PA Créhen           | Nantes ARH             | US Villejuif         | RS Gujan-Mestras  | ROC Vaulx en Velin |
| CO Pacé             | Nantes LPR             | Mont Saint Aignan RC | SA Mérignac(*)    |                    |
| Quintin RC          | CPR Mouilleron         | CP Roubaix           | US Coutras(*)     |                    |
| SC Loudéac          | Pays d'Ancenis RS      | CS Noisy le Grand    |                   |                    |
| APPR Plouguerneau   | La Garnache RH         | SCRA Saint-Omer(*)   |                   |                    |
| SPRS Ploufragan     | ASTA Nantes            |                      |                   |                    |
| HC Quévert(*)       | LV La Roche sur Yon(*) |                      |                   |                    |
| RAC Saint-Brieuc(*) |                        |                      |                   |                    |

(*), les six têtes de série.

## Phase de qualification
Le tirage au sort de la phase de qualification a été effectué le 18 septembre 2010, par la FFRS.

### 1ertour
| Équipe 1         | Score | Équipe 2            |
| ---------------- | ----- | ------------------- |
| CAB Laval        | 0-8   | AL Saint-Sébastien  |
| AL Ergué Gabéric | 4-6   | AL Plonéour Lanvern |

### 2etour
| Équipe 1            | Score | Équipe 2             |
| ------------------- | ----- | -------------------- |
| Nantes ARH          | 2-3   | Nantes LPR           |
| CPR Mouilleron      | 15-5  | Pays d'Ancenis RS    |
| AL Saint-Sébastien  | 5-0   | La Garnache RH       |
| SC Loudéac          | 6-3   | APPR Plouguerneau    |
| AL Plonéour Lanvern | 2-4   | PA Créhen            |
| CO Paceen RH        | 8-4   | Quintin RC           |
| SC Brie CR          | 4-7   | SHC Fontenay         |
| US Villejuif        | 6-0   | Mont Saint Aignan RC |

### 3etour
| Équipe 1                     | Score   | Équipe 2          |
| ---------------------------- | ------- | ----------------- |
| CPR Mouilleron               | 2-11    | ASTA Nantes       |
| AL Saint-Sébastien-sur-Loire | 5-6     | Nantes LPR        |
| SC Loudéac                   | 4-12    | SPRS Ploufragan   |
| CO Paceen RH                 | 2-7     | PA Créhen         |
| SHC Fontenay                 | forfait | CP Roubaix        |
| US Villejuif                 | 2-3     | CS Noisy le Grand |
| SA Gazinet Cestas            | 4-2     | Biarritz OL       |
| RCK Seynod                   | 3-7     | RHC Lyon          |

### Bilan des qualifications
| Bretagne        | Pays de la Loire | Nord-Ile de France | Aquitaine         | Rhône-Alpes        |
| --------------- | ---------------- | ------------------ | ----------------- | ------------------ |
| SPRS Ploufragan | ASTA Nantes      | SHC Fontenay       | SA Gazinet-Cestas | RHC Lyon           |
| PA Créhen       | Nantes LPR       | CS Noisy le Grand  | RS Gujan-Mestras  | ROC Vaulx en Velin |

À ces dix équipes s'étant qualifiées, s'ajoutent les six équipes qualifiées automatiquement :
US Coutras, HC Quévert, SCRA Saint-Omer, LV La Roche sur Yon, SA Mérignac, RAC Saint-Brieuc.

## Tournoi final
|  | Huitièmes de finale | Huitièmes de finale | Huitièmes de finale |    |  | Quarts de finale | Quarts de finale | Quarts de finale |  |  | Demi-finales | Demi-finales | Demi-finales |  |  | Finale      | Finale      | Finale      |
|  |                     |                     |                     |    |  |                  |                  |                  |  |  |              |              |              |  |  |             |             |             |
|  | 5 février 2011      | 5 février 2011      | 5 février 2011      |    |  | 5 mars 2011      | 5 mars 2011      | 5 mars 2011      |  |  | 21 mai 2011  | 21 mai 2011  | 21 mai 2011  |  |  | 22 mai 2011 | 22 mai 2011 | 22 mai 2011 |
|  | 5 février 2011      | 5 février 2011      | 5 février 2011      |    |  | 5 mars 2011      | 5 mars 2011      | 5 mars 2011      |  |  | 21 mai 2011  | 21 mai 2011  | 21 mai 2011  |  |  | 22 mai 2011 | 22 mai 2011 | 22 mai 2011 |
|  | PA Créhen           | 4                   |                     |    |  | 5 mars 2011      | 5 mars 2011      | 5 mars 2011      |  |  | 21 mai 2011  | 21 mai 2011  | 21 mai 2011  |  |  | 22 mai 2011 | 22 mai 2011 | 22 mai 2011 |
|  | PA Créhen           | 4                   |                     |    |  | 5 mars 2011      | 5 mars 2011      | 5 mars 2011      |  |  | 21 mai 2011  | 21 mai 2011  | 21 mai 2011  |  |  | 22 mai 2011 | 22 mai 2011 | 22 mai 2011 |
|  | CS Noisy le Grand   | 3                   |                     |    |  | 5 mars 2011      | 5 mars 2011      | 5 mars 2011      |  |  | 21 mai 2011  | 21 mai 2011  | 21 mai 2011  |  |  | 22 mai 2011 | 22 mai 2011 | 22 mai 2011 |
|  | CS Noisy le Grand   | 3                   | PA Créhen           | 5* |  |                  |                  |                  |  |  | 21 mai 2011  | 21 mai 2011  | 21 mai 2011  |  |  | 22 mai 2011 | 22 mai 2011 | 22 mai 2011 |
|  | 5 février 2011,     |                     | PA Créhen           | 5* |  |                  |                  |                  |  |  | 21 mai 2011  | 21 mai 2011  | 21 mai 2011  |  |  | 22 mai 2011 | 22 mai 2011 | 22 mai 2011 |
|  |                     | HC Quévert          | 5                   |    |  |                  |                  |                  |  |  | 21 mai 2011  | 21 mai 2011  | 21 mai 2011  |  |  | 22 mai 2011 | 22 mai 2011 | 22 mai 2011 |
|  | ASTA Nantes         | HC Quévert          | 5                   | 0  |  |                  |                  |                  |  |  | 21 mai 2011  | 21 mai 2011  | 21 mai 2011  |  |  | 22 mai 2011 | 22 mai 2011 | 22 mai 2011 |
|  | ASTA Nantes         | 5 mars 2011         |                     | 0  |  |                  |                  |                  |  |  | 21 mai 2011  | 21 mai 2011  | 21 mai 2011  |  |  | 22 mai 2011 | 22 mai 2011 | 22 mai 2011 |
|  | HC Quévert          | 7                   |                     |    |  |                  |                  |                  |  |  | 21 mai 2011  | 21 mai 2011  | 21 mai 2011  |  |  | 22 mai 2011 | 22 mai 2011 | 22 mai 2011 |
|  | HC Quévert          | 7                   | PA Créhen           | 1  |  |                  |                  |                  |  |  |              |              |              |  |  | 22 mai 2011 | 22 mai 2011 | 22 mai 2011 |
|  | 5 février 2011      |                     | PA Créhen           | 1  |  |                  |                  |                  |  |  |              |              |              |  |  | 22 mai 2011 | 22 mai 2011 | 22 mai 2011 |
|  |                     | LV La Roche sur Yon | 7                   |    |  |                  |                  |                  |  |  |              |              |              |  |  | 22 mai 2011 | 22 mai 2011 | 22 mai 2011 |
|  | RHC Lyon            | LV La Roche sur Yon | 7                   | 4  |  |                  |                  |                  |  |  |              |              |              |  |  | 22 mai 2011 | 22 mai 2011 | 22 mai 2011 |
|  | RHC Lyon            | 21 mai 2011         |                     | 4  |  |                  |                  |                  |  |  |              |              |              |  |  | 22 mai 2011 | 22 mai 2011 | 22 mai 2011 |
|  | SA Mérignac         | 3                   |                     |    |  |                  |                  |                  |  |  |              |              |              |  |  | 22 mai 2011 | 22 mai 2011 | 22 mai 2011 |
|  | SA Mérignac         | 3                   | RHC Lyon            | 1  |  |                  |                  |                  |  |  |              |              |              |  |  | 22 mai 2011 | 22 mai 2011 | 22 mai 2011 |
|  | 5 février 2011      |                     | RHC Lyon            | 1  |  |                  |                  |                  |  |  |              |              |              |  |  | 22 mai 2011 | 22 mai 2011 | 22 mai 2011 |
|  |                     | LV La Roche sur Yon | 3                   |    |  |                  |                  |                  |  |  |              |              |              |  |  | 22 mai 2011 | 22 mai 2011 | 22 mai 2011 |
|  | SHC Fontenay        | LV La Roche sur Yon | 3                   | 1  |  |                  |                  |                  |  |  |              |              |              |  |  | 22 mai 2011 | 22 mai 2011 | 22 mai 2011 |
|  | SHC Fontenay        | 5 mars 2011         |                     | 1  |  |                  |                  |                  |  |  |              |              |              |  |  | 22 mai 2011 | 22 mai 2011 | 22 mai 2011 |
|  | LV La Roche sur Yon | 8                   |                     |    |  |                  |                  |                  |  |  |              |              |              |  |  | 22 mai 2011 | 22 mai 2011 | 22 mai 2011 |
|  | LV La Roche sur Yon | 8                   | LV La Roche sur Yon | 2  |  |                  |                  |                  |  |  |              |              |              |  |  |             |             |             |
|  | 5 février 2011      |                     | LV La Roche sur Yon | 2  |  |                  |                  |                  |  |  |              |              |              |  |  |             |             |             |
|  |                     | SCRA Saint-Omer     | 1                   |    |  |                  |                  |                  |  |  |              |              |              |  |  |             |             |             |
|  | SPRS Ploufragan     | SCRA Saint-Omer     | 1                   | 3  |  |                  |                  |                  |  |  |              |              |              |  |  |             |             |             |
|  | SPRS Ploufragan     |                     |                     |    |  |                  |                  |                  |  |  |              |              |              |  |  |             |             |             |
|  | US Coutras          | 4                   |                     |    |  |                  |                  |                  |  |  |              |              |              |  |  |             |             |             |
|  | US Coutras          | 4                   | US Coutras          | 3  |  |                  |                  |                  |  |  |              |              |              |  |  |             |             |             |
|  | 5 février 2011      |                     | US Coutras          | 3  |  |                  |                  |                  |  |  |              |              |              |  |  |             |             |             |
|  |                     | SCRA Saint-Omer     | 6                   |    |  |                  |                  |                  |  |  |              |              |              |  |  |             |             |             |
|  | ROC Vaulx en Velin  | SCRA Saint-Omer     | 6                   | 4  |  |                  |                  |                  |  |  |              |              |              |  |  |             |             |             |
|  | ROC Vaulx en Velin  | 5 mars 2011         |                     | 4  |  |                  |                  |                  |  |  |              |              |              |  |  |             |             |             |
|  | SCRA Saint-Omer     | 8                   |                     |    |  |                  |                  |                  |  |  |              |              |              |  |  |             |             |             |
|  | SCRA Saint-Omer     | 8                   | SCRA Saint-Omer     | 6  |  |                  |                  |                  |  |  |              |              |              |  |  |             |             |             |
|  | 5 février 2011,     |                     | SCRA Saint-Omer     | 6  |  |                  |                  |                  |  |  |              |              |              |  |  |             |             |             |
|  |                     | RAC Saint Brieuc    | 3                   |    |  |                  |                  |                  |  |  |              |              |              |  |  |             |             |             |
|  | RS Gujan-Mestras    | RAC Saint Brieuc    | 3                   | 5  |  |                  |                  |                  |  |  |              |              |              |  |  |             |             |             |
|  | RS Gujan-Mestras    |                     |                     |    |  |                  |                  |                  |  |  |              |              |              |  |  |             |             |             |
|  | Nantes LPR          | 4                   |                     |    |  |                  |                  |                  |  |  |              |              |              |  |  |             |             |             |
|  | Nantes LPR          | 4                   | RS Gujan-Mestras    | 4  |  |                  |                  |                  |  |  |              |              |              |  |  |             |             |             |
|  | 5 février 2011      |                     | RS Gujan-Mestras    | 4  |  |                  |                  |                  |  |  |              |              |              |  |  |             |             |             |
|  |                     | RAC Saint Brieuc    | 10                  |    |  |                  |                  |                  |  |  |              |              |              |  |  |             |             |             |
|  | SA Gazinet-Cestas   | RAC Saint Brieuc    | 10                  | 3  |  |                  |                  |                  |  |  |              |              |              |  |  |             |             |             |
|  | SA Gazinet-Cestas   |                     |                     |    |  |                  |                  |                  |  |  |              |              |              |  |  |             |             |             |
|  | RAC Saint Brieuc    | 4                   |                     |    |  |                  |                  |                  |  |  |              |              |              |  |  |             |             |             |
|  | RAC Saint Brieuc    | 4                   |                     |    |  |                  |                  |                  |  |  |              |              |              |  |  |             |             |             |

(*) Victoire du club de PA Créhen au but en or
Le RAC Saint-Brieuc remporte la petite finale qui l'oppose au PA Créhen sur le score de 10 à 2.

### Bilan après la phase finale
Le club de LV La Roche sur Yon remporte la coupe de France pour la quatrième fois, devant le SCRA Saint-Omer. Le RAC Saint-Brieuc complète le podium.
Anthony Lafosse (PA Créhen) termine meilleur buteur avec 12 réalisations, devant Alberto Moralès (RAC Saint-Brieuc) et Florian Garnier (AL Saint Sébastien) comptant à leur actif 8 buts chacun.
LV La Roche sur Yon, vainqueur de l'édition 2011, n'a joué aucun match à domicile.
Seul l'AL Saint Sébastien est parvenu à conserver son but vierge à deux reprises.
Le PA Créhen, ayant joué du deuxième tour jusqu'à la petite finale, est l'équipe ayant participé au plus de match en coupe de France 2011, avec 6 matchs.

## Source
« Résultats de la coupe de France 2010-2011 », sur rinkhockey.ffrs.asso.fr (consulté le 30 juillet 2011)
« Résultats de la coupe de France », sur shcf.fr (consulté le 31 juillet 2011)
« Final Four », sur lequipe.fr (consulté le 31 juillet 2011)